# Shun Yoshida
Shun Yoshida (jap. 吉田 舜, Yoshida Shun; * 28. November 1996 in der Präfektur Saitama) ist ein japanischer Fußballspieler.

## Karriere
Shun Yoshida erlernte das Fußballspielen in der Schulmannschaft der Maebashi Ikuei High School sowie in der Universitätsmannschaft der Hōsei-Universität. Von Juni 2017 bis Januar 2018 wurde er von der Hōsei-Universität an den in der J3 League spielenden SC Sagamihara aus Sagamihara ausgeliehen. 2019 unterschrieb er seinen ersten Profivertrag beim Drittligisten Thespakusatsu Gunma in Kusatsu. Mit Thespakusatsu Gunma wurde er Vizemeister der dritten Liga und stieg in die zweite Liga auf. Nach dem Aufstieg verließ er Gunma und schloss sich Anfang 2020 dem Erstligisten Ōita Trinita aus Ōita an. Nach der Saison 2021 musste er mit dem Verein den Weg in die zweite Liga antreten. In der zweiten Liga kam er elfmal zum Einsatz. Im Januar 2023 unterschrieb er einen Vertrag beim Erstligisten Urawa Red Diamonds.

## Erfolge
Thespakusatsu Gunma
- Japanischer Drittligavizemeister: 2019  ▲